# Tarcísio Carlos de Almeida Cunha
Tarcísio Carlos de Almeida Cunha (Belo Horizonte, 1929) é um político brasileiro.
Foi ministro chefe da Casa Civil no governo Itamar Franco, de 1 de novembro de 1993 a 8 de fevereiro de 1994.